# زهير بواطة (سيدي قاسمحروش)
زهير بواطة هو دُوَّار يقع بجماعة انويرات، إقليم سيدي قاسم، جهة الرباط سلا القنيطرة في المملكة المغربية. ينتمي الدوّار لمشيخة سيدي قاسمحروش التي تضم 9 دواوير. يقدر عدد سكانه بـ 394 نسمة حسب الإحصاء الرسمي للسكان والسكنى لسنة 2004.

## روابط خارجية
- البوابة الوطنية للجماعات الترابية نسخة محفوظة 12 مارس 2018 على موقع واي باك مشين.
- المندوبية السامية للتخطيط